# Pat & Stan
Pat & Stan is een Franse komische 3D-animatieserie over het nijlpaard Pat en de hond Stan. De serie is in Nederland te zien op Disney XD en Disney Channel en in België op Ketnet. Op het Europees Animatie Festival in Annecy won de serie in juni 2009 de Speciale Prijs van de Jury voor Beste tv-serie.

## Personages

### Hoofdpersonages
- Pat is een nijlpaard en een beetje dom.
- Stan wordt ook wel Stanley genoemd en is een hond. Hij is Pats beste vriend en is iets slimmer dan Pat.
- Stephanie is de liefde van Pat en Stan.

### Andere personages
- Professor Chi Chi is vaak bezig met uitvinden. Hij is een knaagdier.
- Jean-Luc is een luiaard. Hij wil altijd graag slapen.
- Milly is een mol. Daarom heeft ze altijd een brilletje op. Zij houdt ervan om gangen te graven.
- Lilly is een konijn. Ze is een van de vriendinnen van Stephanie. Ze is de moeder van heel veel kleintjes.
- Lilly's kleintjes zijn de zoontjes en dochtertjes van Lilly. Omdat ze met een heel grote groep zijn, zijn ze erg onhandig.
- Tante Julia is de tante van Pat en Stan.

## Korte filmpjes
Pat & Stan hebben in het Nederlands en in het Vlaams lange afleveringen maar ook korte filmpjes van 1 minuut.

## Stemmen
| Personage         | Frans              | Nederlands       | Vlaams             |
| ----------------- | ------------------ | ---------------- | ------------------ |
| Pat               | Laurent Poitrenaux | Finn Poncin      | Pieter-Jan De Smet |
| Stan              | Philippe Spiteri   | Hans Somers      | Ivan Pecnik        |
| Professor Chi Chi | Emmanuel Garijo    | Fred Meijer      | Sven De Ridder     |
| Stephanie         | Karine Foviau      | Lizemijn Libgott |                    |

## Uitzendende omroepen
- Frankrijk - TF1 (TFou), TV5
- Verenigde Staten - 4Kids entertainment
- Nederland - Disney XD
- België - Ketnet (Canvas)
- Noorwegen - NRK
- Finland - YLE
- IJsland - Icelandic Broadcasting Corp
- Zwitserland - TSR
- Italië - Hiro

## Trivia
- In een reclamespot van Kinder Happy Hippo zong Pat het liedje The Lion Sleeps Tonight.